# نانسي غوتيريز
نانسي غوتيريز (بالإنجليزية: Nancy Gutiérrez)‏ (2 يونيو 1987 بفونتانا في الولايات المتحدة - ) هي لاعبة كرة قدم أمريكية في مركز الدفاع، شاركت في الألعاب الأولمبية الصيفية 2004. وشاركت مع منتخب المكسيك لكرة القدم للسيدات.

## وصلات خارجية
- نانسي غوتيريز على موقع الاتحاد الدولي (مؤرشف)  (الإنجليزية)
- نانسي غوتيريز على موقع قاعدة بيانات كرة القدم.إي يو (الإنجليزية)
- نانسي غوتيريز على موقع أوليمبيديا (الإنجليزية)